# Paracheilinus piscilineatus
Paracheilinus piscilineatus är en fiskart som först beskrevs av Cornic, 1987.  Paracheilinus piscilineatus ingår i släktet Paracheilinus och familjen läppfiskar. IUCN kategoriserar arten globalt som livskraftig. Inga underarter finns listade i Catalogue of Life.